# Agriophara
Agriophara es un género de polillas de la subfamilia Stenomatinae.

## Especies
- Agriophara asaphes Diakonoff, 1948
- Agriophara atratella  Walker, 1866
- Agriophara axesta  Meyrick, 1890
- Agriophara biornata  Diakonoff, 1954
- Agriophara bradleyi  Diakonoff, 1954
- Agriophara capnodes  Meyrick, 1890
- Agriophara cinderella  Newman, 1856
- Agriophara cinerosa  Rosenstock, 1885
- Agriophara confertella  Walker, 1864
- Agriophara coricopa  Meyrick, 1897
- Agriophara cremnopis  Lower, 1894
- Agriophara curta  Lucas, 1900
- Agriophara diminuta  Fischer von Röslerstamm, 1885
- Agriophara discobola  Turner, 1898
- Agriophara dyscapna  Turner, 1917
- Agriophara fascifera  Meyrick, 1890
- Agriophara gravis  Meyrick, 1890
- Agriophara heterochroma  Diakonoff, 1954
- Agriophara horridula  Meyrick, 1890
- Agriophara hyalinota  Lower, 1899
- Agriophara leptosemela  Lower, 1893
- Agriophara leucanthes  Turner, 1897
- Agriophara leucosta  Lower, 1893
- Agriophara levis  Meyrick, 1921
- Agriophara lysimacha  Meyrick, 1915
- Agriophara murinella  Walker, 1864
- Agriophara muscicolor  Meyrick, 1930
- Agriophara neoxanta  Meyrick, 1915
- Agriophara nephelopa  Diakonoff, 1954
- Agriophara neurometra  Meyrick, 1926
- Agriophara nodigera  Turner, 1900
- Agriophara parallela  Diakonoff, 1954
- Agriophara parilis  Meyrick, 1918
- Agriophara plagiosema  Turner, 1897
- Agriophara platyscia  Lower, 1914
- Agriophara poliopepla  Turner, 1897
- Agriophara polistis  (Lower, 1923)
- Agriophara salinaria  Meyrick, 1931
- Agriophara tephroptera  Lower, 1903
- Agriophara velitata  (T.P. Lucas, 1900)
- Agriophara virescens  Diakonoff, 1954